# Narodni park Amboseli
Narodni park Amboseli, prej Rezervat za divjad Maasai Amboseli, je narodni park v volilni enoti Kajiado South v okrožju Kajiado, v Keniji. Park ima površino 392 km² v jedru ekosistema 8000 km², ki se razprostira čez mejo Kenije in Tanzanije. Lokalno prebivalstvo so večinoma Masaji, vendar so se tam naselili tudi ljudje iz drugih delov države, ki jih privabita uspešno turistično usmerjeno gospodarstvo in intenzivno kmetijstvo vzdolž sistema močvirij, kar dela to območje z malo padavinami, povprečno 350 mm / leto, kot eno najboljših izkušenj z ogledom divjih živali na svetu s 400 vrstami ptic, vključno z vodnimi pticami, kot so pelikani, vodomci, tukalice, hamerkopi in 47 vrstami ujed.
Park ščiti dve od petih glavnih močvirij in vključuje posušeno pleistocensko jezero in polsušno vegetacijo. Za pokrajino tega narodnega parka je značilen siv prah, ki vsebuje sodo. Akacijevi gozdovi, močvirja in odprte savane se izmenjujejo in ponujajo dom številnim vrstam velike divjadi.
V središču parka je nekaj safari gostišč z visokim standardom. V parku je tudi prostor za kampiranje.

## Zgodovina
Leta 1883 je bil Jeremy Thompson prvi Evropejec, ki je prodrl v strašljivo regijo Masajev, znano kot Empusel (kar pomeni »slan, prašen kraj« v jeziku Maa). Tudi njega je presenetil fantastičen nabor divjih živali in kontrast med sušnimi območji suhega jezerskega korita in oazo močvirja, kontrast, ki ostaja še danes.
Amboseli je bil leta 1906 določen kot južni rezervat za Masaje, a je bil leta 1948 vrnjen pod lokalni nadzor kot rezervat divjadi. Leta 1974 je bil ustanovljen narodni park, da bi zaščitil jedro tega edinstvenega ekosistema, leta 1980 pa je bil pod okriljem Unesca razglašen Biosferni rezervat Amboseli v ožji velikosti 39,206 ha. Biosferni rezervat je bil del projekta UNESCO-MAB Biosferni rezervati za ohranjanje biotske raznovrstnosti in trajnostni razvoj v anglofonski Afriki (BRAAF), katerega cilj je bil zagotoviti dolgoročno ohranjanje biotske raznovrstnosti z vključitvijo lokalnega prebivalstva v njeno trajnostno rabo. Park je leta 2005 zaslužil 2,9 milijona evrov. Kenijski predsednik Mwai Kibaki je 29. septembra 2005 izjavil, da mora nadzor nad parkom preiti s kenijske službe za divje živali na svet okrožja Olkejuado in pleme Masaji. Nekateri opazovalci so to videli kot politično uslugo pred glasovanjem o novi kenijski ustavi; pravna vprašanja so pristala na sodišču. Degazetiranje bi preusmerilo vstopnine v park neposredno okrožnemu svetu, skupne koristi pa bi imeli Masaji, ki neposredno obkrožajo park.

## Rastlinstvo
Prevladujoča vegetacija parka je grmičasta savana, ki obdaja celotno območje in v kateri so najbolj reprezentativne vrste iz rodov Akacija, mira (Commiphora) in Boswellia. Na odprtih površinah, predvsem v drenažnih tokovih v južnem delu parka, je razširjena Acacia tortilis, katere prisotnost zaradi slonov, ki se z njo prehranjujejo, ni več tako številčna kot v preteklosti. Na ravnicah z alkalnimi tlemi lahko srečate nasade araka (Salvadora persica) in Suaeda monoica

## Živalstvo
Park slovi po tem, da je najboljše mesto na svetu za približevanje prostim slonom. Druge znamenitosti parka so priložnosti za spoznavanje Masajev in obisk njihovih vasi. Park ima tudi pogled na goro Kilimandžaro, najvišjo samostoječo goro na svetu.
Amboseli je bil dom Echo, matriarhinja afriškega slona, in najbolj raziskan slon na svetu; je predmet številnih knjig in dokumentarcev, ki mu je skoraj štiri desetletja sledila ameriška naravovarstvenika dr. Cynthia Moss. Echo je poginila leta 2009, ko je bila stara približno 60 let.
Park je bil tudi varno zatočišče za neverjetnega slona samca po imenu Tim. Ta mogočni osebek je hitro postal ena glavnih atrakcij s svojo velikostjo in ikoničnimi okli, ki so segali do tal in je bila njegova starost ocenjena na okoli 50 let v času njegove smrti zaradi naravnih vzrokov 5. februarja 2020.
Narodni park Amboseli ponuja nekaj najboljših priložnosti za ogled afriških divjih živali, saj je vegetacija redka zaradi dolgih, suhih mesecev. Na zavarovanem območju živijo afriški savanski slon, kafrski bivol (Syncerus caffer), impala, lev, gepard, lisasta hijena (Crocuta crocuta), masajska žirafa (Giraffa camelopardalis tippelskirchi ali G. tippelskirchi), Grantova zebra (Equus quagga boehmi) in črnorepi gnu (Connochaetes taurinus). Pojavijo se tudi številne velike in majhne ptice.
Park ima več pravil za zaščito divjih živali: nikoli ne zapuščajte vozila, razen na določenih mestih; na noben način ne nadlegujte živali; vedno se držite poti; brez terenske vožnje; in živalim vedno dajte prednost. Ceste v Amboseliju imajo površino vulkanske zemlje, ki je v sušnem obdobju prašna in v mokri sezoni neprevozna. 

## Dostop
Dostop je preko vrat Namanga na severozahodu, vrat Lembeiboti na severu in vrat Kimana na vzhodu. Poleg tega ima nacionalni park pristajalni pas za letala - Amboseli Airport (HKAM).